# Martim Gonçalves de Ataíde
Martim Gonçalves de Ataíde (c. 1350 - Castela, c. 1392) foi um fidalgo e militar português do século XIV, figura destacada do reinado de D. Fernando I e partidário de Castela na crise de 1383 - 85.

## Biografia
Nasceu em data desconhecida, provavelmente cerca de 1350; filho de Gil Martins de Ataíde e de Teresa Vasques de Resende e bisneto de Gonçalo Viegas de Ataíde, que no ano de 1290 (Inquirições de D. Dinis) era senhor da honra e torre de Ataíde, no antigo julgado de Santa Cruz de Riba Tâmega (atual concelho de Amarante).
Foi Rico-Homem do reinado de D. Fernando I, senhor de Ataíde e também de Gouveia (do Tâmega), Brunhais e Água Revez, por carta régia de 11.08.1377.

### Partidário de Leonor Teles
Sendo muito próximo da rainha Leonor Teles, foi com o conde de Andeiro a Castela em 1382, para tratar do enlace da Infanta D. Beatriz com o rei de Castela João I. O seu casamento com Mécia Vasques Coutinho foi também estimulado por Leonor Teles, tendo Martim Gonçalves recebido, nessa ocasião, a estrategicamente importante alcaidaria-mor do Castelo de Chaves.
Nos finais do ano de 1383 começaram as hostilidades entre o mestre de Avis e o monarca castelhano. Como apoiador de Leonor Teles, Martim Gonçalves acompanhou a rainha a Alenquer, tendo sido por esta encarregado de defender a vila. Seguidamente, ao ser combinado um encontro entre a rainha e o rei de Castela, Ataíde começou por se manifestar contra o mesmo, por considerar que haveria o risco de que D. Leonor acabasse por ser presa pelo genro, com o objetivo de o monarca castelhano obter para ele o juramento das terras que se haviam pronunciado por D. Leonor. Mas depois mudou de opinião e acompanhou a rainha no encontro, em janeiro de 1384. Nessa ocasião, em que beijou a mão do rei de Castela, recebeu a confirmação da alcaidaria de Chaves e o encargo de defender o castelo e toda a região de Trás-os-Montes.

### Alcaide-mor de Chaves
Depois de tomar posse do castelo, Martim Gonçalves conduziu forças militares, unidas às do arcebispo de Santiago, para sitiar a cidade do Porto, em maio de 1384, mas a operação não teve sucesso e, na sequência, regressou a Chaves.

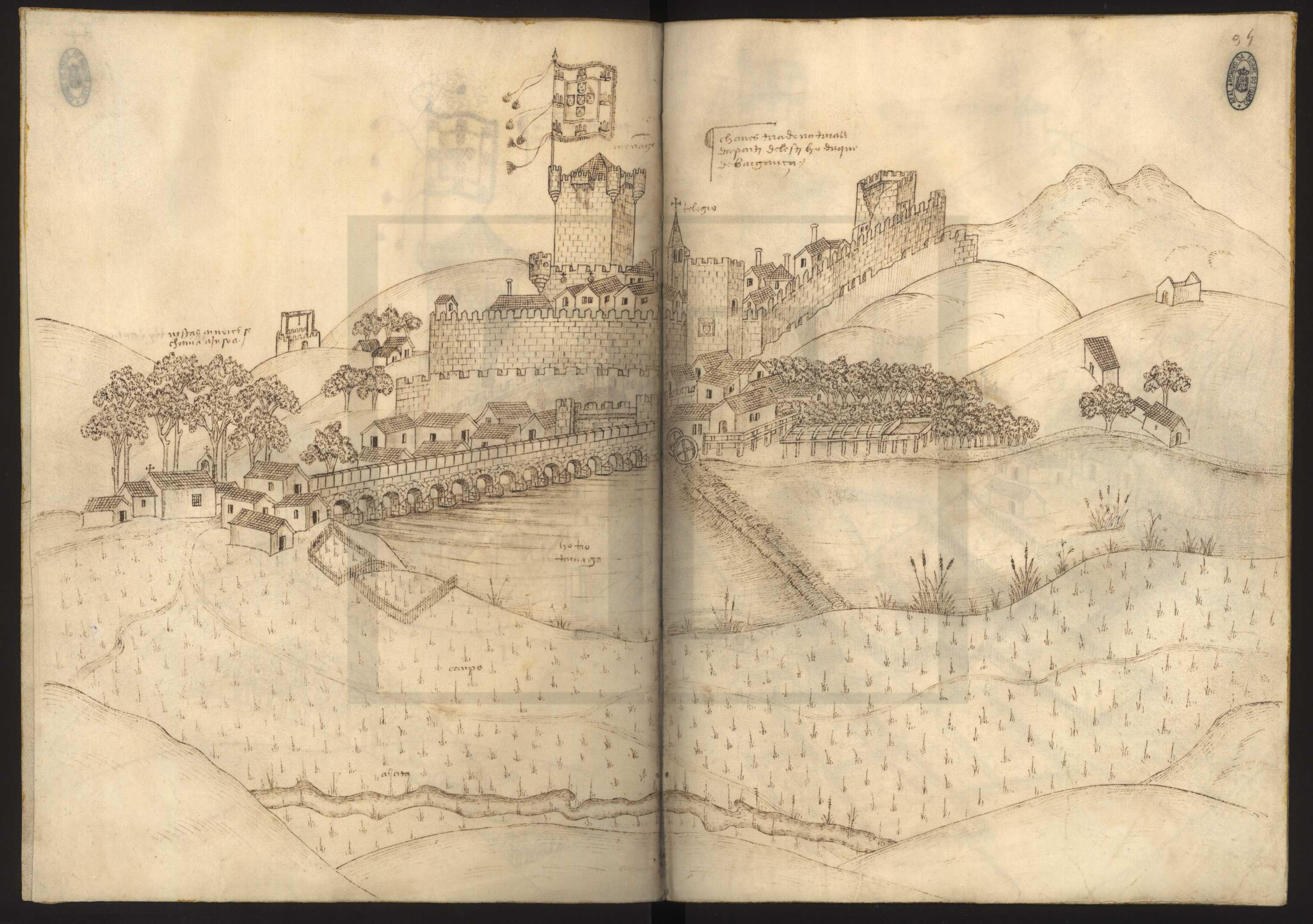
O Castelo de Chaves, de que Martim Gonçalves de Ataíde foi Alcaide, tal como está representado no Livro das Fortalezas, de Duarte de Armas

Mesmo depois das vitórias do mestre de Avis nas batalhas contra Castela, Ataíde recusou-se a entregar o castelo de Chaves. D. João I decidiu assim sitiar a praça logo que teve a confirmação dos apoios de Martim Vasques da Cunha e de Gonçalo Vasques Coutinho (cunhado de Martim Gonçalves). O cerco de Chaves iniciou-se em Janeiro de 1386, depois de Ataíde se ter novamente recusado a abandonar a cidade, desprezando a promessa de mercês por parte de D. João I. O condestável D. Nuno Álvares Pereira veio também a Chaves para participar no cerco.
Com as notícias sobre o iminente desembarque do duque de Lancaster em Castela (aliado de D. João I e com pretensões ao trono de Castela) e da chegada dos reforços de D. Nuno Álvares Pereira, Ataíde resolveu oferecer a rendição de Chaves, mas somente após um período de quarenta dias. D. João I receava que o monarca castelhano viesse pessoalmente em auxílio de Martim Gonçalves (Juan I estava em Valladolid e com boas condições para intervir, pois tinha solicitado o apoio da França e do antipapa Clemente VII), pelo que aceitou a proposta, recebendo como refém um dos filhos do Alcaide-mór. O parentesco da esposa de Ataíde com Gonçalo Vasques Coutinho, um dos principais apoiadores de D. João I em 1383 - 85, também terá inclinado o rei português a fazer o acordo com o Alcaide. Mécia Vasques Coutinho e os seus filhos estavam acompanhando o marido durante o cerco, e já anteriormente, em atenção ao seu parentesco e por provável intercessão de Gonçalo Vasques Coutinho, D. João I concedera-lhe o privilégio de um cântaro de água por dia. 
Durante esse período de 40 dias, foi visitá-lo um escudeiro seu amigo, que estava do lado das forças sitiantes e Martim Gonçalves teve com ele este diálogo: "que faz lá esse vosso Mestre (de Avis)?" e tendo-lhe o escudeiro retorquido "não sei o que faz, mas parece-me que fez 'pirolas' para vos colocar daqui para fora pela força", retorquiu o Alcaide-mór: "o demo que lhe agradeça essa física".

### Exílio em Castela
Depois de obter a autorização do monarca castelhano, que lhe agradeceu os serviços e lhe prometeu mercês em Castela, Martim Gonçalves de Ataíde entregou finalmente a praça em finais de abril de 1386, depois de cerca de 4 meses de cerco. Partiu logo para Castela (dias antes de entregar as chaves, havia enviado sua esposa e seus filhos para Monterey), sendo os seus bens confiscados e entregues a Gonçalo Vasques Coutinho, com exceção de Chaves, que passou para a posse de Nuno Álvares Pereira e subsequentemente, por essa via, para a casa de Bragança.
Martim Gonçalves de Ataíde ainda estava vivo em 1392, quando matou um português com uma lança, em Villalobos, durante a incursão portuguesa em Castela, nesse ano.

## Casamento e descendência
Do seu casamento com Mécia Vasques Coutinho (c. 1360 - depois de 1415), irmã do vencedor de Trancoso, Gonçalo Vasques Coutinho, teve Martim Gonçalves de Ataíde os seguintes filhos:
- Álvaro Gonçalves de Ataíde (f. fevereiro 1452), 1.º conde de Atouguia, casado com D. Guiomar de Castro, filha de D. Pedro de Castro, senhor do Cadaval; foi o progenitor dos demais condes de Atouguia (título extinto em 1759), dos condes da Castanheira (carta régia de 01.05.1532), dos condes de Castro Daire (20.06.1625) e ainda - por linha de descendência feminina - dos condes de Alva (13.01.1729), dos senhores, depois condes de Povolide [13](08.01.1709) e de Pontével (carta de 15.04.1662), dos senhores das honras de Ataíde e de Barbosa (carta régia de confirmação do senhorio em 29.05.1543)[14] e outros.

- Vasco Fernandes de Ataíde, vedor da casa do infante D. Henrique, que morreu na tomada de Ceuta, em 1415, sendo o único fidalgo português que perdeu a vida nessa batalha.

- D. Isabel de Ataíde, 1.ª mulher de D. Fernando de Castro, senhor do paúl do Boquilobo, com geração.

- D. Helena de Ataíde, casou com Pedro Vaz da Cunha, 2.º senhor de Angeja e Pinheiro, com geração.

- D. Felipa de Ataíde, dama da rainha D. Filipa de Lencastre com 1.200 libras de moradia, casou antes de 3 de março de 1400[15] com Gonçalo Anes de Sousa, 3.º senhor de Mortágua, com geração.

- D. Catarina de Ataíde, dama da mesma rainha, teve igual moradia na sua casa.